# 長安街 (蘆洲區)
長安街（英語：Chang'an St.）是臺灣新北市蘆洲區灰磘重劃區、長安商圈的主要道路之一，全長1.4公里。

## 路線
長安街全線皆位於蘆洲區境內，起點為與九芎街交會處，由東南向西北行，終點與永樂街交會，共長1.4公里。

### 交會道路
- 九芎街[註 1]
- 中華街
- 中原路
- 永康街
- 永樂街

## 周邊狀況
長安街周邊早期為沼澤區，地質鬆軟且地下水位較高，後來進行重劃成為灰磘重劃區，為蘆洲最早的重劃區，街道採棋盤式規劃，以長安街為主要道路。21世紀初期此街道也是長安商圈之主要道路之一，也擁有市場、夜市、小吃店等設施故生活機能方便，為長安商圈內主要房市交易區域之一。

### 路上地點
- 新北市立圖書館蘆洲長安分館（96號3樓）[5]

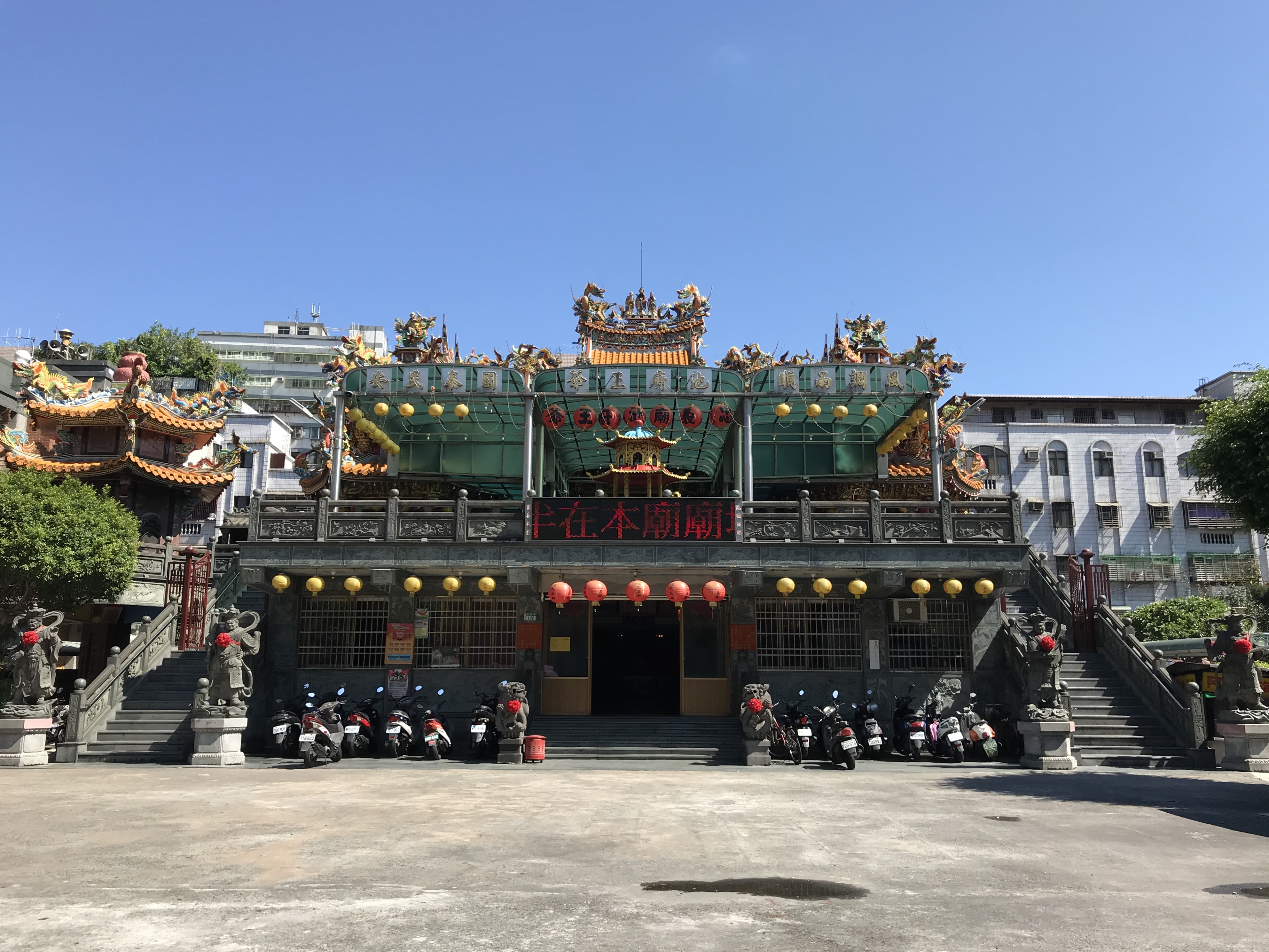
蘆洲忠義廟

- 蘆洲忠義廟（106號）：附近為此街最熱鬧處，晚上有夜市。[3]
- 麥當勞蘆洲長安店（127號1樓）[6]
- 永豐商業銀行南蘆洲分行（203、205號）[7]
- 永康公園（204號）：興建於民國109年（2020年），面積為185平方公尺，設有遊樂設施、地下三層停車場。[8]
- 中華郵政蘆洲中原路郵局（三重19支，225號）：民國79年（1990年）成立。[9]
- 全聯福利中心蘆洲長安店（232號）[10]

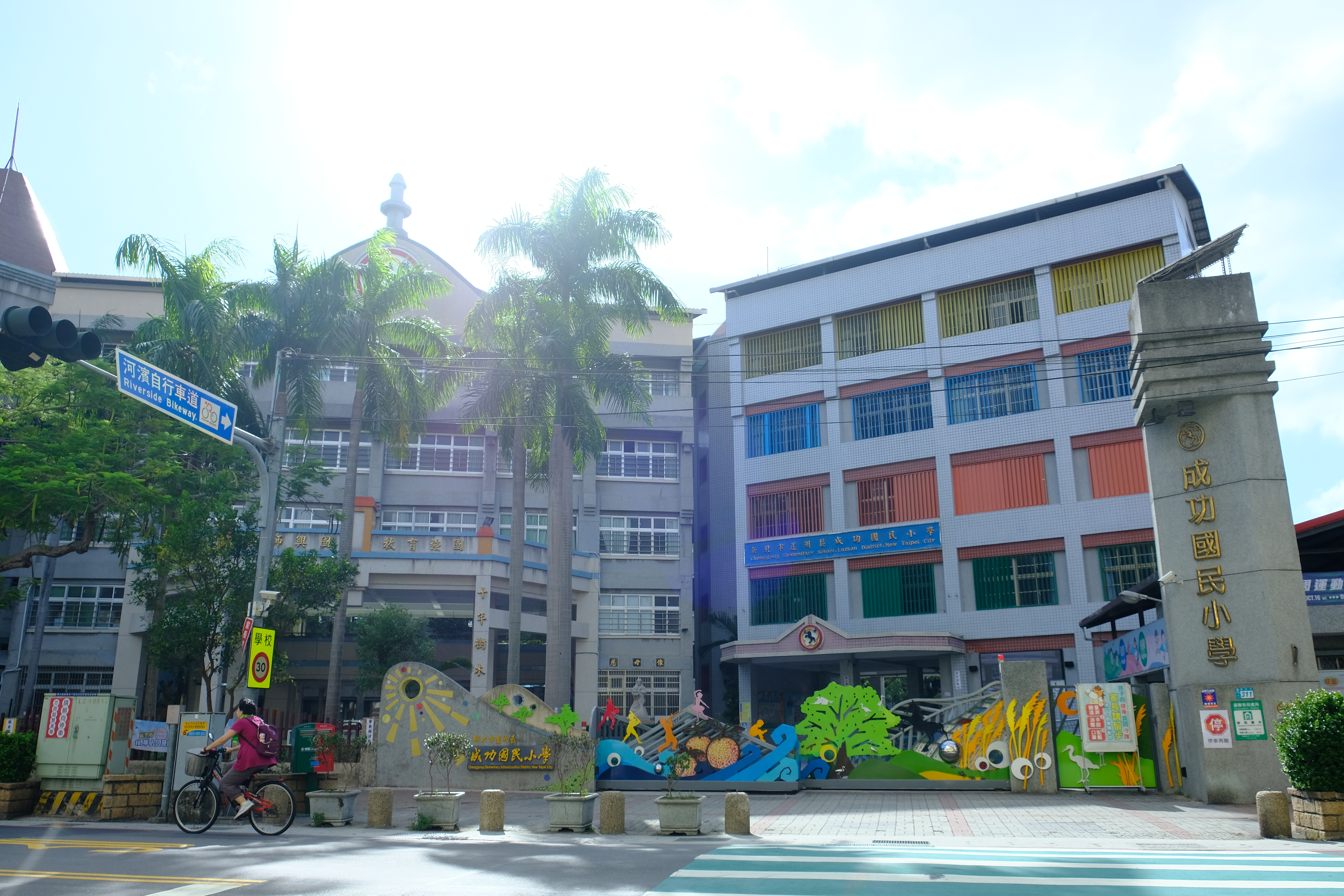
成功國小

- 新北市蘆洲區成功國民小學（311號）[11]

### 公車站牌
此街在民國108年（2019年）時有數班公車路線經過，上公車站牌由南向北方向設置如下：
- 延平里
- 忠義廟
- 長安街一
- 永康公園
- 成功國小
- 長安街

## 相關事件
民國101年（2012年）此街道發生3次路面塌陷，新北市政府工務局檢視後發現中原街至中華街間有許多孔洞，懷疑是當時已有二十幾年的舊管線漏水掏空路基，考慮廢除舊管線重新施工。
民國108年（2019年）4月27日，新北市政府於忠義廟前舉辦「蘆洲忠義廟口新食代」活動以推廣長安街小吃，活動內容包含轉播電子競技比賽、發放美食兌換券等。
民國110年（2021年），記者根據民國109年（2020年）永慶房屋資料，評比此街道為「新北市購屋CP值最高路段」第4名，因為此區域房屋均價每坪30.4萬，較蘆洲整體均價少去7.6%。

## 註解
1. 1 2  本章節按照民國110年（2021年）3月13日Google地圖查詢結果編纂。[1]